# 鞑靼滨藜
鞑靼滨藜（学名：Atriplex tatarica）为苋科滨藜属的植物。分布在地中海沿岸、西伯利亚、小亚细亚、欧洲、蒙古以及中国大陆的甘肃、新疆、青海等地，生长于海拔200米至1,800米的地区，一般生于盐碱荒漠以及戈壁，目前尚未由人工引种栽培。